# 2017年張德江視察澳門
2017年張德江視察澳門是指主管港澳事務的中共中央政治局常委、全國人大常委會委員長張德江在2017年應澳門特别行政區行政長官的邀請视察澳門，了解澳門新發展情況。

## 正式公佈
2017年4月28日，行政長官崔世安表示，張德江於該年5月8日至10日來澳視察，他將會向張德江報告特區政府的工作和澳門整體發展情況。崔世安感謝中央政府對澳門長期的關心和支持，並給予有利澳門經濟發展的措施和方案。崔世安又表示，張德江委員長在澳期間，將會見各界人士並發表講話。他在接受傳媒訪問時表示，這次是專程發函邀請張德江委員長來澳門進行視察和指導工作，對張德江答應邀請感到很高興。對於有傳媒問及張德江委員長來澳視察是否與新土地法有關，崔世安表示已經在行政長官答問會上清晰說明特區政府的立場，相信張德江委員長來澳是廣泛聽取意見，而不是就某一方面聽取意見。

## 行程

### 2017年5月8日
張德江於當天上午乘坐專機抵達澳門視察，以瞭解澳門最新發展情況。他抵達澳門後，隨即在機場停機坪發表簡短講話。他表示今次來澳的目的，可用“感受、考察、鼓勁”來形容；另外，他表示要轉達中共中央總書記習近平、中共中央、中央政府、全國各族人民對澳門同胞的親切慰問和良好祝願。張德江稱，他今次受習近平總書記委派到澳，可用6個字、3句話來概括目的。“感受”：感受澳門的發展、澳門的成就、市民的喜悅。澳門回歸以來，經濟社會發生了巨大變化，市民生活明顯改善，各方面呈現蓬勃生機。“考察”代表中央政府，來澳聽取特區政府的工作匯報。“鼓勁”，他稱，澳門回歸以來取得了輝煌和令世人囑目的成就，來之不易，應充分肯定。他又憶述，自己是第二度來澳。當年他曾在廣東工作，為了推動廣東與香港、澳門的合作，泛珠地區的合作，他2004年首次來澳，推動“泛珠合作論壇”。粵、澳兩地當時曾積極謀劃，促進澳門經濟適度多元發展，包括規劃橫琴的開發、推動澳大搬遷等，在那段期間留下非常美好的記憶，今天也看到了很多豐碩成果。
張息江下午在澳門特別行政區政府總部聽取特區政府工作匯報。他表示，經濟社會發展對特區政府的管治能力提出了更高要求，他希望特區政府不斷提升管治能力和施政效率，推進澳門“一國兩制”成功實踐，行穩致遠。張德江指出，澳門回歸以來，“一國兩制”方針及基本法得到全面貫徹，中央全面管治權得到有效落實，澳門特別行政區高度自治權得到充分保障，行政主導體制運作良好，經濟快速發展，民生持續改善，社會保持和諧穩定，各項事業不斷進步，取得了舉世矚目的成果。事實證明，“一國兩制”在澳門成功實踐。他表示，很高興看到本屆特區政府在行政長官崔世安的帶領下，立足當前，謀劃長遠，把握國家“十三五規劃”和“一帶一路”等戰略機遇，以及制定特區首個五年發展規劃，進行博彩業中期檢討，着力推進“一個中心、一個平台”建設，促進經濟適度多元發展。中央政府對有關工作感到滿意，並充分肯定。行政長官崔世安在會上首先感謝張德江委員長一直以來對澳門特區的關心與支持。他稱，在中央的關懷領導下，在澳門特區政府和廣大居民團結努力下，澳門的總體發展形勢保持良好，“一國兩制”偉大事業在澳門的實踐中繼續往前推進，祖國的繁榮穩定、發展和深化改革開放，是澳門各項事業進步的重要保障，中央制定的一系列惠澳政策措施，以及“一帶一路”、粵港澳大灣區等重大利好政策的推出和落實，為澳門新一輪發展不斷創造機遇。

### 2017年5月9日
張德江於上午在澳門東亞運動會體育館與澳門各界人士座談，由行政長官崔世安主持，逾120人出席。張德江委員長發言時向澳門各界提出3點意見：珍惜經驗、築牢根基、促進發展；希望澳門社會各界能抓住國家所需、澳門所長的定位，在服務國家發展大局的過程中，實現自身更好的發展。張德江補充指，中央一直重視和關心澳門的發展，中央支持澳門科學編制85平方公里水域整體規劃，加強海洋管理利用保護，推動海洋經濟發展；支持兩地居民進一步密切往來，有關部門正在優化內地居民赴澳簽證政策等措施。他說，凡有利於澳門發展，中央能做得到，必定會全力支持。張德江在座談會上寄語澳門，「澳門地方小，人口少，你亂不得，你也亂不起，澳門無論如何不能亂。」又希望，澳門繼續做好愛國教育工作。自小做起宏揚愛國愛澳主流價值觀，走進校園，引導青少年深入了解祖國的歷史和文化，特別中華民族的奮鬥歷程和新中國建設的巨大成就，年青人應該加以認識，學習。
張德江於上午先後視察立法會及終審法院。張德江首先參觀立法會，由立法會主席賀一誠介紹立法會的日常運作情況。他隨後與現屆議員合照，並表示立法會是以基本法設立的立法機關，是特別行政區政治體制的重要體現。澳門立法會之所以取得富有成效的成績，在於“堅持一國之道、善用兩制之利”，秉持法治精神，按照憲法和基本法辦事，保持與特別行政區行政機關的良性互動。張德江及後到終審法院視察，終審法院院長岑浩輝及檢察長葉迅生分別介紹終審法院和檢察院日常運作等情況。張德江對澳門的司法工作給予充分肯定，並提出4點要求和希望：第一，雖然澳門實施“一國兩制”，但司法官員要有國家憲法和基本法的觀念；第二，堅持依法治澳，樹立法律的權威，讓各種犯罪行為得到處罰，以及每個案件都能體現法律精神、公平和正義，從而維護社會秩序和調動各方的積極性；第三，由於法律的實施取決於司法官員的質素，因此要求司法官員不斷提升自身的質素；第四，加強普法工作，形成市民大眾遵從法律、敬畏法律的氛圍，市民會用法律來維護自身權益。
張德江於下午前往賽車大樓控制塔，瞭解港珠澳大橋的建設情況，聽取相關介紹。一行首先在室內觀看視頻，瞭解關於澳門口岸的建設進度，建成以後的模擬實境，以及港珠澳大橋珠澳口岸人工島、澳門連接通道建設等情況。其後，張德江到賽車大樓控制搭天台，在建設發展辦公室主任周惠民介紹下，眺望港珠澳大橋的建設，張德江更就相關情況不時提問。
張德江隨後繼續視察及參觀活動，包括視察婦聯樂滿家庭服務中心、參觀龍環葡韻住宅式博物館等。張德江先到位於湖畔大廈的婦聯樂滿家庭服務中心。會長賀定一向他簡述了本澳婦女各方面的概況，又介紹了該會的宗旨和服務性質、樂滿家庭服務中心的情況和服務項目等。一行前往多功能室參觀太極班的上課情形，之後到禮堂觀看了歌唱班的排練，張德江更即場與歌唱班學員一起高歌《歌唱祖國》，最後張德江還向中心致送了一套音響設備及一台投影機。一行之後前往龍環葡韻住宅式博物館視察，分別到“匯藝廊”觀賞了有關澳門土生葡人的照片及展品，及後到了“葡韻生活館”參觀；期間由澳門文化局局長梁曉鳴及土生葡人社群代表歐安利向張德江等講解澳門土生葡人的歷史文化、語言、生活方式及生活擺設等。

### 2017年5月10日
張德江於上午與教育界及高校學生代表交流座談，並發表講話。他強調中央政府十分關心澳門教育的發展和青年的成長；又指出，廣大教育工作者和學生都肩負着重要使命和責任。張德江一行到訪澳門大學新校區，在行政長官崔世安陪同下，先參觀澳門大學的“大學展館”，聽取澳門大學整體規劃、歷史和辦學理念的介紹，並瞭解模擬與混合信號超大規模集成電路國家重點實驗室及中藥質量研究國家重點實驗室的科研成就。其後轉到澳大賓館宴會廳與教育界及高校學生代表交流座談。張德江指出，2009年澳門回歸祖國10周年，中央政府劃出1.09平方公里土地用於建設澳大橫琴新校區，授權澳門特區對新校區實行管轄，開創了“一國兩制”條件下創辦高水平大學的新路，也成為澳門高等教育跨越式發展的標誌。他強調中央政府十分關心澳門教育的發展和青年的成長。特區政府及教育工作者只要堅持正確方向，緊密團結，群策群力，眾志成城，定能把澳門教育辦得更好。澳門要緊緊抓住目前天時、地利、人和的有利條件，鞏固和發展澳門政通人和、繁榮穩定的良好局面，重要任務就是培養、儲備大批德才兼備的治澳、興澳人才。張德江提出，廣大教育工作者和學生都肩負着重要使命和責任。教育應以立德為先，教師的責任重大。教師不僅是知識的傳播者，更要扮演好學生導航者、指導者的角色。為師者，要激發學生不斷累積中華文明的底蘊，提高學生對現代各種思潮的認知水平。張德江更對學生提3點希望：一是立志做大事，將個人成長與國家和特區的前途連繫起來，懷愛國愛澳之心，立報國興澳之志。二是瞭解國家歷史，宏揚中華文化；更多認識新中國，特別是改革開放以來所取得的巨大成就。三是做“一國兩制”事業的接班人，“一國兩制”事業要靠一代一代人努力傳承下去，青年要珍惜前輩努力創造的成果。
張德江與教育界座談期間超時，發言超過四十分鐘張德江，在說到一半的時候已被隨團人員提醒超時。期間他笑言，自己對教育很有感情，「一談到教育就有點情不自禁」，但時間所限未能更多闡述開去，「他們老給我寫條子，說時間到啦」。講完這番話後，他之後還接續說了十多分鐘。自言「一定把委員長指示落實到工作中」的特首崔世安說，委員長一直都有對澳教育發展和青年工作給予重要指示，而政府會不斷為年輕一代創造更多成長、成才和成功的機會，鼓勵他們努力把握國家發展機遇，將自身與國家的發展緊密聯在一起。
張德江到訪澳門大學期間，讚賞澳大的校園和發展“很好”。他表示，澳大能夠擁有一平方公里面積的新校園，體現中央政府和特區政府對澳門教育事業的支持。他表示，澳大新校園體現“天時、地利、人和”的優勢，在中央政府、特區政府的支持下，澳大才可以擁有條件和空間發展，加上澳大同仁的努力，令大學近年得以發展迅速，為祖國、為澳門培養更多愛國愛澳的人才。
張德江隨後結束視察行程，乘搭專機返京。澳門中聯辦主任王志民在總結時形容，張德江視察活動圓滿順利，意義重大，主要體現在三個方面，首先是親身感受澳門風采，勉勵澳門在當前鞏固自身一國兩制成功實踐的重要關鍵階段，一定要繼續堅守一國之本，善用兩制之利，勉勵大家不僅要繼續完善與基本法實施的相關制度機制，在維護國家安全、深化國民教育等方面要先行先試，大膽探索新經驗新機制。其次是全面考察特區工作，指導和鼓勵澳門實現良政善治，不斷提升依法有效施政的能力和水平。中央堅信，行政長官崔世安帶領下的澳門特區政權機構同管治團隊，一定會按照中央領導指示精神，依法治澳，穩健施政，實現良政善治，推進澳門一國兩制成功實踐行穩致遠。第三是廣泛接觸社會各界，為傳承宏揚愛國愛澳主流價值鼓勁加油。中央相信澳門社會一定會在愛國愛澳的旗幟下大團結，廣泛薈萃愛國愛澳民主和諧的正能量，一定會加大教育和青年學生工作力度，為廣大青年學生成長成才創造更好的條件，讓一國兩制事業後繼有人，愛國愛澳主流價值薪火相傳。

## 影響
在張德江抵達澳門前夕，官方公布多處公共巴士改道、封閉澳門機場停車場等措施。而市面交通大致正常，而《澳門日報》在迎接張德江的特刊報道中特別重提，2015年10月澳門立法議員代表團訪京時，張德江對澳門立法會完成《基本法》第23條的國安立法表示肯定，又在社論中稱澳門實踐」一國兩制的經驗值得推許。
2017年5月7日，在張德江委員長來澳會發表「重要講話」之際，直選議員吳國昌表示這是引起注意的手法，實毋須跟風起舞，平常心看待即可。而張德江其中一行程於5月8日上午到澳門立法會與全體議員「座談」。立法會昨已在大門口展開佈置，而周邊公共泊車位亦悉數拉起封鎖線，包括立會側、將建中葡商貿綜合體的一片泊車區。
2017年5月8日上午，張德江到澳門立法會參觀期間，警方封鎖立法會周邊道路，新澳門學社理事長蘇嘉豪表示，張德江高度稱讚兩任特首，完全與澳門的政治現實脫節，其說法是「笑話」。也認為，警方的嚴密布防，不只打亂市民的生活，也令張德江看不到真象。新澳門學社只能在南灣湖水上活動中心 (距離立法會三百五十公尺) 向立法會的人員遞信，望能轉交給全國人大常委會委員長張德江和行政長官崔世安。蘇嘉豪表示，所謂的安保理由，打亂一向在立法會門外遞信的習慣，實在荒謬和不合理。另外有香港記者被拒入境採訪張德江視察，蘇嘉豪批評，本澳的出入境管制「反智」。當局為了不想記者提出官員覺得丟臉的問題，作出傷害新聞和言論自由的舉措。「連一支鏡頭、一支咪都害怕。」蘇嘉豪認為，拒絕記者入境令人反感，也顯示政府相當虛怯。而據香港媒體明報報道，屯門社區網絡召集人黃丹晴於當天下午入境澳門，並在當日晚上七時被警方截查後帶走調查，其間被問及是否認識「新澳門學社」及「蘇嘉豪」等，最終，在昨日凌晨一時被驅逐出境。日前，香港新民主同盟副主席許立燊順利入境澳門探望親友，離澳時被拘留約一小時多，最後也被驅逐出境。
早在2017年4月30日，香港民主派人士尹兆堅和柯耀林分別被禁入境澳門。其中尹兆堅30日下午1時與家人及朋友一行約10人到澳門旅行，但以電腦驗證的“e－道”過關時，嘗試三次不果，隨即被邊防人員帶往見司警，之後被發出拒絕入境通知書，下午1時45分原船遣返。尹兆堅引述當局指他威脅到澳門保安的穩定內部保安的穩定構成威脅。尹兩年前當上民主黨副主席後，曾被澳門拒絕入境並遣返。而柯耀林30日約11時在澳門凼仔，同樣被指因對澳門“內部保安的穩定構成威脅”而不準入境。柯說，他與友人到澳門旅遊，原定留宿一晚再赴珠海，但過關時被帶入房，約個多小時獲通知被拒入境。同屬民主派的會計界立法會議員梁繼昌於該年4月16日與家人到澳門旅遊時，同樣被澳門拒絕入境，引述當局指他有可能從事危害公共安全或秩序的活動。